# Гамбийско даласи
Даласи е официална валута и разплащателно средство в Гамбия от 1 юли 1971 година, когато страната получава независимост от Великобритания. Тя заменя гамбийската лира при курс 1 лира = 5 даласи, т.е. 1 даласи = 0,2 лири = 4 шилинга. 1 даласи е равно на 100 бутути.
През 1971 г. са пусната монети с купюри от 1, 5, 10, 25 и 50 бутути, и 1 даласи.
Нова монета 1 даласи е въведена през 1987 г. и копира британската монета от 50 пени.
Само монети от 25 и 50 бутути, и 1 даласи са в обращение, въпреки че през 1998 г. са издадени нови монети в купюри от 1, 5 и 10 бутута.